# Riddarhuset

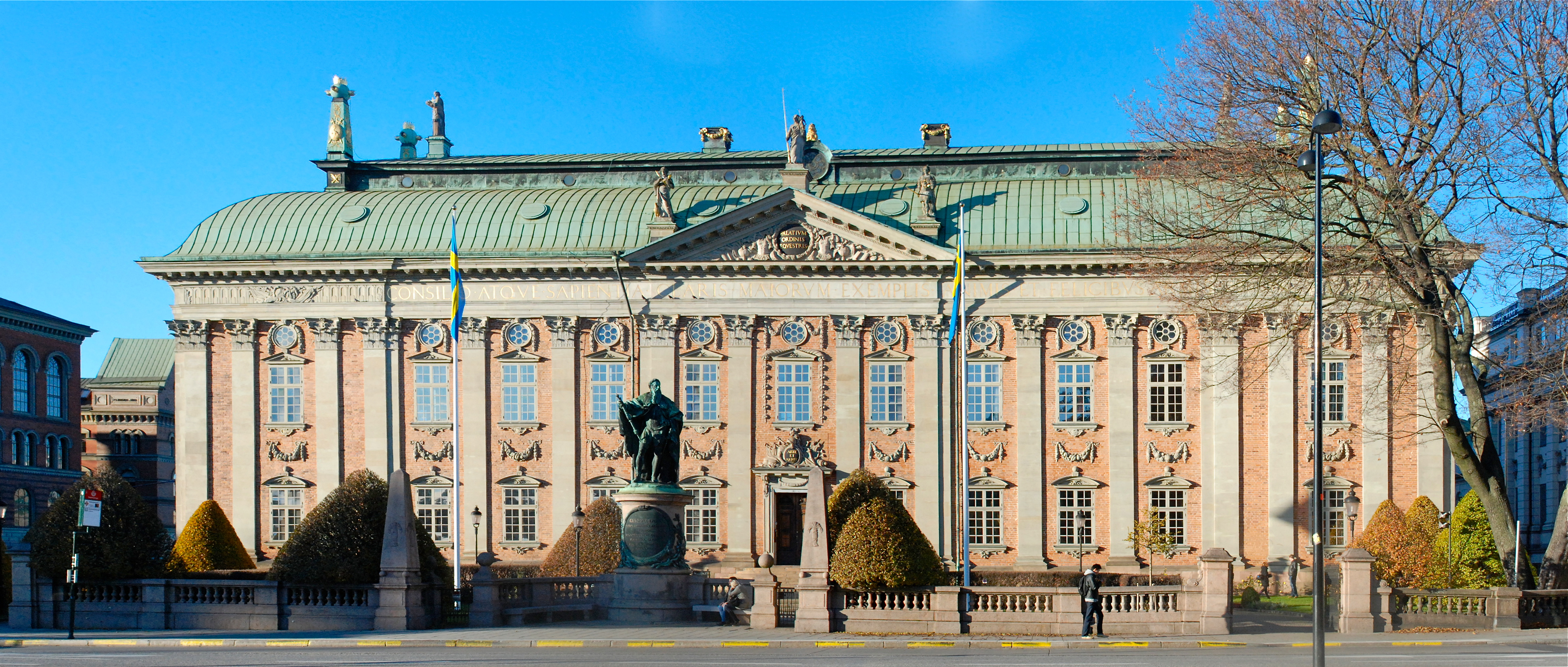
Lado sul da Casa da Nobreza, com a divisa : CLARIS MAIORUM EXEMPLIS.

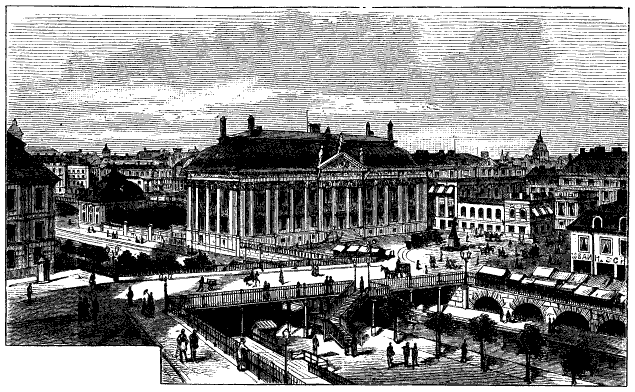
Casa da Nobreza em 1885

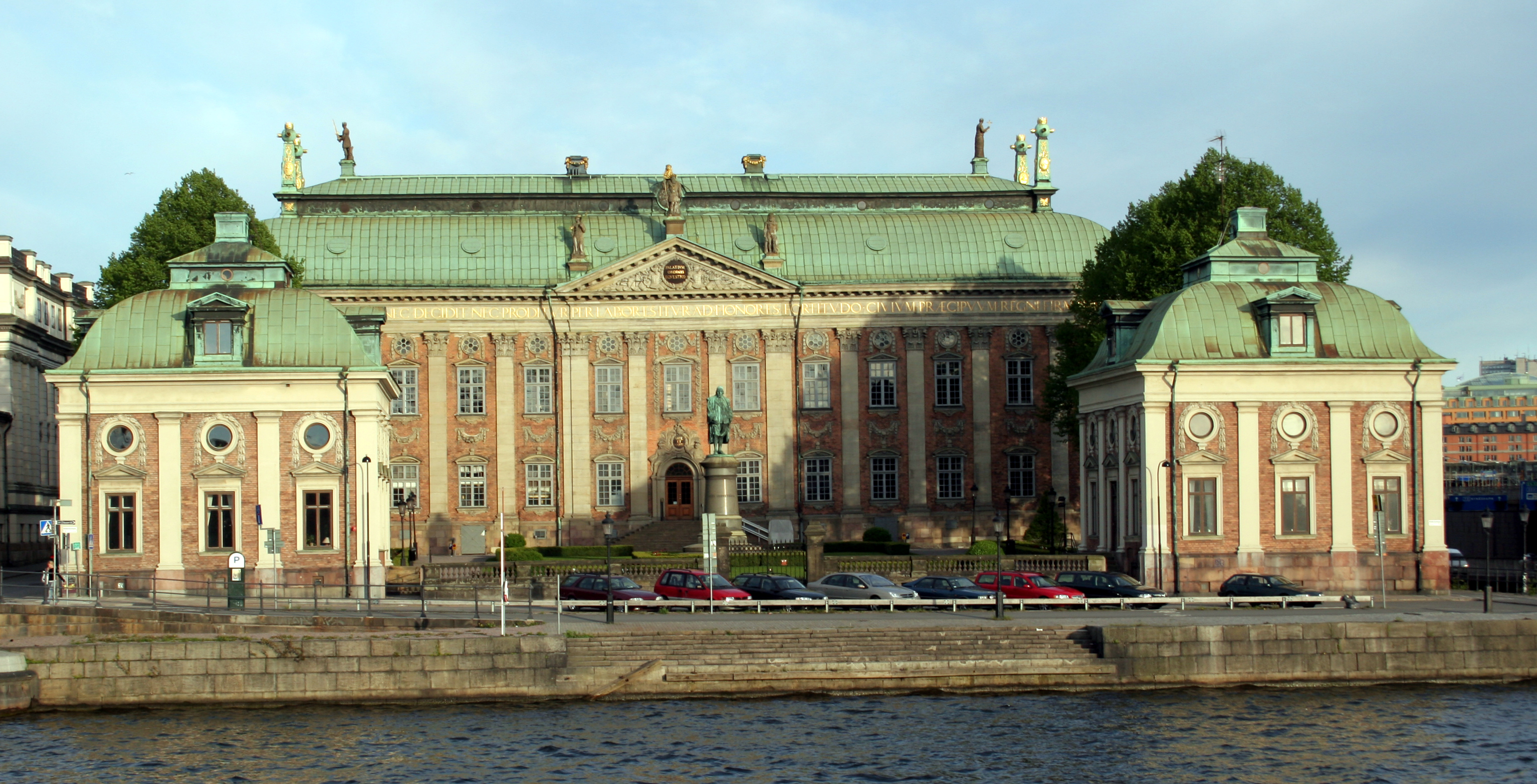
Fachada norte da Casa da Nobreza

Riddarhuset, que quer dizer Casa da Nobreza, é a designação da associação corporativa que organiza e representa a nobreza sueca desde 1866, assim como o nome do palacete onde está instalada esta instituição - o Riddarhuspalatset, em Estocolmo.
Entre o século XVII e o século XIX foi a Câmara dos Estados-Gerais do Reino (Ståndsriksdagen), equivalente à Câmara dos Lordes britânica.

Com a abolição do papel político da nobreza sueca e a substituição em 1866 dos Estados-Gerais do Reino pelo Riksdag, a Casa da Nobreza tornou-se um órgão oficial de representação da nobreza sueca, controlada pelo governo. Desde 2003 é uma instituição privada que trabalha em favor dos interesses da nobreza.

## O edifício
A Casa da Nobreza (Riddarhuspalatset) é também o nome dado ao edifício que alberga a associação corporativa da nobreza sueca. Está situada no centro histórico de Estocolmo, na ilha Gamla Stan. Foi construído de 1641 a 1672 por quatro arquitectos diferentes: Simon de la Vallée de 1641 a 1642, Heinrich Wilhelm de 1645 a 1652, Joost Vingboons de 1653 a 1656 e Jean de la Vallée de 1656 a 1672. As duas alas do edifício foram juntas em 1870.
Na fachada sul há uma estátua de Gustavo I Vasa, e a fachada norte está virada para um parque onde há uma estátua de Axel Oxenstierna.